# Hesder yeshivá
El programa hesder yeshivá (en hebreo: הסדר ישיבה), también llamado yeshivat hesder (en hebreo: ישיבת הסדר), es un programa de estudios israelí que combina los estudios talmúdicos avanzados con el servicio militar en las Fuerzas de Defensa de Israel (FDI), generalmente dentro de un marco sionista religioso. Estas yeshivás permiten a los judíos ortodoxos cumplir con el ideal de la participación plena y activa en la defensa del pueblo israelí, al mismo tiempo que participan en el estudio de la Torá durante sus años de formación en el ejército.

## Descripción
El servicio en una yeshivá del programa hesder suele durar un total de cinco años, dentro de los cuales los participantes son oficialmente soldados de las FDI. A lo largo de esos cinco años, se dedican 16 meses al servicio militar real, que comprende tanto el entrenamiento como el servicio activo. En algunas yeshivás hesder, el servicio dura seis años, de los cuales 24 meses están dedicados al servicio militar real. Casi todos los estudiantes de la yeshivá hesder sirven en el ejército como soldados de combate. El resto del tiempo que los estudiantes pasan en el hesder, está destinado al estudio de la Torá a tiempo completo. Algunos estudiantes estudian por varios años después de este término obligatorio. Las yeshivás hesder tienen típicamente entre 150 y 300 estudiantes, aunque algunas yeshivás más grandes tienen hasta 500 estudiantes, mientras que otras tienen menos de 100 estudiantes.
Una típica yeshivá del programa hesder funciona como una yeshivá ortodoxa tradicional, con énfasis en un estudio profundo del Talmud. Sin embargo, el plan de estudios de una yeshivá hesder, a menudo incluye un mayor enfoque en el Tanaj (la Biblia hebrea) y la filosofía judía. Además, la mayoría de las yeshivás hesder animan a sus estudiantes a pasar un tiempo ayudando a los necesitados de las comunidades vecinas.
Muchas de las yeshivás hesder también incluyen un kolel, y ofrecen un programa de semijá (una ordenación rabínica), en preparación para la ordenación del rabinato, muchos graduados del programa hesder también obtienen una ordenación del Rabino Zalman Nechemia Goldberg. Desde 1990, varias yeshivás hesder han establecido, o están asociadas con institutos de maestros. Los graduados de estas yeshivás, son participantes activos en el sistema educativo de los judíos nacional-religiosos, como rabinos y como maestros.
Hay un número de programas para estudiantes que vienen de la diáspora judía (llamados programas para los extranjeros) que duran entre uno o dos años, estos programas varían en tamaño, desde unas 10 personas, hasta unas 150. Los más destacados de estos programas son los que se llevan a cabo en la Yeshivá Kerem BeYavneh, Yeshivat HaKotel, Yeshivá Shaalvim y Yeshivá de Har Etzion. Como alternativa a las yeshivás del programa hesder, algunos estudiantes varones procedentes de la escuela secundaria, optan por estudiar un año en una mejiná (una academia pre-militar), y luego pasan a realizar un período regular de servicio militar.

## Historia
La idea de las yeshivás hesder se atribuye a Yehuda Amital, un rabino y político israelí que sirvió en el Haganá, y que luchó en la Guerra de Independencia de Israel. Después de escribir un ensayo sobre los aspectos religiosos y morales del servicio militar, Amital concibió un programa para combinar el servicio militar y el estudio de la Torá. La primera yeshivá hesder, llamada Yeshivá Kerem BeYavneh, fue establecida en 1954, siguiendo el modelo del Nahal, una unidad que combinaba el trabajo en un asentamiento agrícola fronterizo con el servicio militar.
En 1991, el programa hesder yeshivá, fue galardonado con el Premio Israel por su contribución especial a la sociedad y al Estado de Israel. Una nueva ley del parlamento israelí, sobre las exenciones para los estudiantes de las yeshivás haredíes, aborda el estatus legal del servicio militar y el estudio en la yeshivá hesder. En 2011, hubo 68 yeshivás hesder en la Israel, con un total de más de 8.500 estudiantes.